# Tricentrus aeneus
Tricentrus aeneus är en insektsart som beskrevs av William Lucas Distant. Tricentrus aeneus ingår i släktet Tricentrus och familjen hornstritar. Inga underarter finns listade i Catalogue of Life.